# Blood on the EDGE
「Blood on the EDGE」（ブラッド・オン・ジ・エッジ）は、岸田教団&THE明星ロケッツの楽曲。同バンドの6枚目のシングルとして2016年12月21日にワーナー・ブラザース・ホームエンターテイメントより発売された。

## 概要
岸田教団&THE明星ロケッツのシングルとしては前作「天鏡のアルデラミン」から5ヶ月ぶりのリリースとなる。
表題曲はOVA『ストライク・ザ・ブラッド II』のオープニングテーマに起用された。
販売形態はアーティスト盤（1000629350）、通常盤（1000629351）の2種リリースで、アーティスト盤にはMVを収録したDVDが同封されている。
表題曲の「Blood on the EDGE」は岸田が「パンクとメタルの中間みたいな曲」が良いと思い制作した楽曲である。またカップリングの「insomnia」はエレクトロニック・ミュージック・バンドのペンデュラムを意識して制作され、「そういうテイストと岸田教団&THE明星ロケッツのバンドのサウンドを足した感じ」の楽曲となっている。

## 収録曲

### CD
全作曲：岸田 / 全編曲：岸田教団&THE明星ロケッツ
1. Blood on the EDGE
  - 作詞：岸田

OVA『ストライク・ザ・ブラッド II』オープニングテーマ
2. insomnia
  - 作詞：ichigo
3. Blood on the EDGE （Instrumental）
4. insomnia （Instrumental）

### DVD
1. Blood on the EDGE Music Video
2. Blood on the EDGE TV-SPOT